# Гарсия, Брайан
Брайан Алексндр Гарсия Гонсалес (исп. Brayan Alexander García Gonzáles; родился 26 мая 1993 года в Катакамасе, Гондурас) — гондурасский футболист, защитник клуба «Вида» и сборной Гондураса. Участник Олимпийских игр 2016 в Рио-де-Жанейро.

## Клубная карьера
Гарсия начал карьеру в клубе «Мотагуа». 15 августа 2013 года в матче против «Вида» он дебютировал в чемпионате Гондураса. В 2015 году в Брайан перешёл в «Виду». 22 февраля в матче против «Реал Эспанья» Брайан дебютировал за новую команду.

## Международная карьера
31 мая 2015 года в товарищеском матче против сборной Сальвадора Гарсия дебютировал за сборную Гондураса. В том же году в составе национальной команды брайан принял участие в розыгрыше Золотого кубка КОНКАКАФ. На турнире он был запасным и на поле не вышел.
В 2016 году в составе олимпийской сборной Гондураса Марсело принял участие в Олимпийских играх в Рио-де-Жанейро. На турнире он сыграл в матчах против команд Алжира, Португалии, Аргентины, Южной Кореи, Бразилии и Нигерии.